# Liga Femenina 2 de baloncesto
La Liga Femenina 2 es el tercer nivel en el sistema de ligas de baloncesto femenino de España. La organiza la Federación Española de Baloncesto. Desde su creación hasta la temporada 2020-2021 fue el segundo nivel, siendo relegada al tercer nivel tras la creación de la  Liga Femenina Challenge. Anteriormente a su creación, en 2001, el segundo nivel había sido la Primera Nacional Femenina.
Se compone de 2 grupos de 14 equipos cada uno. Los cuatro primeros de ambos cuadros disputarán en una misma sede la fase de ascenso. Los dos mejores de cada grupo pasaran a las finales. El ganador de cada una de ellas asciende deportivamente a Liga Femenina Challenge.

## Historial
| Ed.   | Temporada | Campeonas                              | Subcampeonas                           |
| ----- | --------- | -------------------------------------- | -------------------------------------- |
| I     | 2001-02   | Adecco Estudiantes                     | PDV Santa Eulalia                      |
| II    | 2002-03   | PC Mendíbil                            | Rivas Futura                           |
| III   | 2003-04   | Motiva Real Canoe                      | ACIS Mercaleón                         |
| IV    | 2004-05   | Universitario de Ferrol                | Cadí La Seu                            |
| V     | 2005-06   | Extrugasa                              | Rivas Futura                           |
| VI    | 2006-07   | Cadí La Seu                            | Agencia Serrano Badajoz                |
| VII   | 2007-08   | USP-CEU MMT Estudiantes                | COP Crespí Joventut Mariana            |
| VIII  | 2008-09   | Argon Uni Girona                       | Moguerza Real Canoe                    |
| IX    | 2009-10   | UNB Obenasa Navarra                    | Extrugasa                              |
| X     | 2010-11   | Caja Rural Valbusenda                  | Arranz Jopisa Burgos                   |
| XI    | 2011-12   | Grupo Marsol Conquero                  | Coelbi Bembibre PDM                    |
| XII   | 2012-13   | Universidad del País Vasco             | GDKO Ibaizabal                         |
| XIII  | 2013-14   | Gernika Bizkaia                        | Al-Qázeres Extremadura                 |
| XIV   | 2014-15   | CREF ¡Hola!                            | Plenilunio Distrito Olímpico           |
| XV    | 2015-16   | Lacturale Araski                       | Al-Qázeres Extremadura                 |
| XVI   | 2016-17   | Snatt's Femení Sant Adrià              | Adecco Estudiantes                     |
| XVII  | 2017-18   | Durán Maquinaria Ensino                | Valencia Basket                        |
| XVIII | 2018-19   | Campus Promete                         | Ciudad de los Adelantados              |
| XIX   | 2019-20   | Suspendida por la Pandemia de Covid-19 | Suspendida por la Pandemia de Covid-19 |
| XX    | 2020-21   | Lab. Ynsadiet Leganés                  | Baxi Ferrol                            |
| XXI   | 2021-22   | Picken Claret                          | Vega Lagunera Adareva Tenerife         |
| XXII  | 2022-23   | ISE Costa de Almería                   | Unicaja Mijas                          |
| XXIII | 2023-24   | Domusa Teknik ISB                      | Fustecma NBF Castelló                  |
| XXIII | 2024-25   | Doc Gardenstore Bal. Sevilla Fem.      | Bosonit Unibasket                      |